# You Am I
Gli You Am I sono un gruppo musicale alternative rock australiano attivo dal 1989 e guidato dal cantautore e chitarrista Tim Rogers.

## Formazione
Attuale
- Tim Rogers - voce, chitarra
- David Lane - chitarra, cori
- Andy Kent - basso
- Rusty Hopkinson - batteria

Ex membri
- Jaimme Rogers
- Nick Tischler
- Mark Tunaley
- Greg Hitchcock

## Discografia
Album
- 1993 - Sound As Ever
- 1995 - Hi Fi Way
- 1996 - Hourly, Daily
- 1998 - #4 Record
- 1999 - ...Saturday Night, 'Round Ten
- 2001 - Dress Me Slowly
- 2002 - Deliverance
- 2003 - No After You Sir...: An Introduction to You Am I
- 2003 - The Cream & the Crock – The Best of You Am I
- 2006 - Convicts
- 2008 - Dilettantes
- 2010 - You Am I

EP
- 1991 - Snake Tide
- 1992 - Goddamm
- 1992 - Can't Get Started
- 1993 - Coprolalia